# Dalányi László
Dalányi László (Miskolc, 1928. június 27. – Budapest, 2007. július 26.) táj- és kertépítész mérnök, építészmérnök, címzetes egyetemi tanár

## Élete
1946-ban beiratkozott a Magyar Agrártudományi Egyetem Kertgazdaságtudományi Karára. Itt 1948-tól 1950 júniusáig – oklevele megszerzéséig – mint egyetemi demonstrátor részt vett a Kerttervezési Tanszék oktatási, tervezési és kutatási munkájában. 1950 júliusától a Fővárosi Kertészeti Vállalatnál a Kertépítési Főosztályon, mint építésvezető dolgozott a Ludovika tér és az Élmunkás tér tereprendezési és kertépítési munkáit irányította, majd az épülő Árpád-híd fölhajtó útvonalainak földmunkáit vezette. 1950 október l-től a Városépítési Tervező Iroda Városrendezési Osztálya zöldterületi szakosztályán működött, mint önálló tervező, majd 1953-ban a szakosztály áthelyezésével az országos operatív tervezést végző LAKÓTERV-be osztották be, ahol kezdetben, mint irányító tervező dolgozott, majd 1954-től szakosztályvezető, 1957-től az önálló Zöldterületi Osztály vezetője és végül 1963-tól 1970-ig a tervezőintézet területrendezési szakfőmérnöke volt. 1952-ben beiratkozott a Budapesti Műszaki Egyetem Építészmérnöki Karára, ahol 1958-ban építészmérnöki oklevelet szerzett.
Jelentősebb tervezési munkái: Kazincbarcika, Dunaújváros általános zöldterület-rendezési tervei, Miskolc, Ózd, Salgótarján, Nagybátony, Várpalota, Veszprém, Hódmezővásárhely lakóterületeinek zöldterületi tervei, Pécs zöldterületi városvizsgálata, Óbuda, Kelenföld és több budapesti lakónegyed terep- és zöldterület-rendezési terve, Szekszárd, Veszprém, Várpalota, Hódmezővásárhely főterének, Debrecen Petőfi tér, Sopron volt Május 1 tér komplex rendezése, Borsodi Egészségügyi Központ, Sopron Állami Szanatórium, Pécsi Orvostudományi Egyetem Központi Klinika, Hajdúszoboszló SZOT gyógyszálló és gyógyfürdő terep- és kertrendezési tervei, ózdi strandfürdő és sporttelep, Budapest városmajor sportjátszótere, Miskolc-Tapolca részletes rendezési terve és több nagy bányászlakótelep elrendezési, beépítési terve. Több nemzetközi tervpályázaton (Hamburg-Essen-Moszkva-Bilbao) vett részt sikeresen és számos hazai építészeti-városrendezési pályázaton nyert díjakat és megvételt. Építészként több nemzetközi kiállítás magyar pavilonjának volt tervezője. 1958-tól 1962-ig a Balatoni Intéző Bizottság felkérésére a déli part fejlesztésének, rendezésének szakértői feladatait látta el.
Tervezői munkája mellett a tájépítészet-szakterület elméleti kérdéseinek kutatásával is foglalkozott. Ezek eredményeit hazai és nemzetközi folyóiratokban és tudományos ülésszakokon publikálta. Az ilyen módon feltárt tervezéselméleti megállapításai egy részének felhasználásával 1968-ban elkészítette az első hazai zöldterületi tervezési irányelvet, amelynek kötelező alkalmazását az ÉVM Magyar Tervezési Irányelvek (MOTI 63-67) keretében elrendelte.
A tervezői és elméleti tevékenysége is szorosan kapcsolódott az Kertészeti Egyetem Kerttervezési Tanszékének oktatói-kutatói munkájához. 1952-től először mint külső munkatárs a diplomatervek opponenciáját, konzultációját és tervezési gyakorlatok vezetését látta el, majd 1962-ben egyetemi adjunktusnak nevezték ki a tanszékre. Itt az oktatási feladatok mellett az 1963-ban létrehozott önálló kertépítészeti szak tantervéhez kidolgozta a zöldterületi tervezés korszerű oktatási metodikáját. 1962 és 64 között addigi tervezői és elméleti munkái felhasználásával elkészítette a „Zöld területeink korszerű kerti architektúrájának kompozíciós, funkcionális és esztétikai kérdései” c. doktori értekezését.
1971-ben az Építésügyi és Városfejlesztési Minisztérium Műszaki Tervezési Főosztály vezetőjévé nevezték ki, ezért az egyetemi állásáról le kellett mondania, és mint meghívott előadó tartott előadásokat és tervezési gyakorlatokat. Oktatói munkája elismeréseként 1973-ban címzetes egyetemi docenssé, majd 1977-ben címzetes egyetemi tanárrá nevezték ki.
1980-ban az ÉVM Építészeti, Településfejlesztési, Műemléki Főosztály vezetője lett. Ezt a feladatkört látta el 1991-ig, nyugállományba helyezéséig. Minisztériumi munkájának néhány főbb feladata és eredménye volt:
- a     beruházási folyamat korszerűsítése és ebben a tervezői tevékenység     meghatározó szerepének kialakítása,
- a számítógéppel     segített tervezés bázisainak kiépítése,
- a     tervezési jogosultság szabályozása, a vezető tervezői minősítés     rendszerének kidolgozása és megszervezése,
- a     terület-és településrendezés folyamatának és metodikájának ökológiai szemléletű     átalakítása,
- az     építészeti kultúra fejlesztésének társadalmi tudatformáló programja,
- a műemlékvédelem     anyagi bázisainak kiszélesítése; hatósági munkájának megerősítése,
- a     települési környezetvédelem koncepciójának kidolgozása,
- a magyarországi     kastélyprogram (hasznosítás) összeállítása,
- a     várossá nyilvánítás kritériumrendszerének meghatározása, végül
- a     mérnök- és építészkamara létrehozása feltételrendszerének – a külföldi     helyzet feltárásával való – kimunkálása.

E feladatokkal kapcsolatban több mint félszáz publikációt jelentetett meg.
A fenti felsorolás fémjelzi igazán Dalányi Lászlónak a településtervezési és az építészeti tevékenység megújításában, korszerű szabályozásában és fejlesztésében játszott meghatározó szerepét. Munkájában pedig végig érvényesült a természetet és a teret teljességében ismerő tájépítész szemléletmódja és értékrendje, amit az első végzettségével szerzett meg. Két diplomája birtokában rendkívül fontos „híd” szerepet töltött be a tájépítészet és az építészet között. Ennek legfontosabb eredménye az 1978-ban megjelent, a közcélú zöldfelületek, a közkertek, közparkok létesítését és méretezését szabályozó, ÉVM-OTSH rendelet, ami annak idején a legkorszerűbb volt Európában, és amit dereguláltak ugyan, de az ennek nyomán létrejött zöld örökségnek, kincsnek köszönhető, hogy az akkor született új városrészek és lakótelepek ma is élhetőek.
Kezdeményezésére a kormány 1985 okt. 15. hatállyal csatlakozott az UNESCO „Világ kulturális és természeti öröksége védelmére” létrehozott konvenciójához, és egyben kinevezték a konvenció Magyar Nemzeti Bizottsága elnökévé, ennek feladatát nyugállományba vonulásáig látta el. Ebben a minőségében terjesztette be 1987 decemberében a konvenció párizsi plenáris ülésén a Budapest Dunapart panorámája és a budai vár, valamint Hollókő falu felvételét a világörökség listájára, amelyet a plenáris ülés elfogadott.
A Kertészeti Egyetemen oktatói munkája mellett 1977-től 1991-ig ellátta a táj-és kertépítészeti szak vezetői feladatát, melynek keretében kidolgozta a szak fejlesztésének koncepcióját, továbbá oktatási, kutatási tevékenységének és társadalmi elismertetésének programját.
Nyugállományba vonulását követően is oktatott és megírta a Környezetarchitektúra – tájépítészeti terek építményei című egyetemi tankönyvét.

## Díjai, elismerései
- Eötvös Loránd-díj
- Ormos Imre-emlékérem
- A Magyar Köztársaság Csillagrendje